# Monte Slamet
Monte Slamet o Gunung Slamet es un estratovolcán activo en Java Central, Indonesia. Tiene un grupo de alrededor de tres docenas de conos de ceniza en los flancos sureste-noreste inferiores y un solo cono de ceniza en el flanco occidental. El volcán está compuesto por dos edificios superpuestos. Cuatro cráteres se encuentran en la cumbre. Las erupciones históricas se han registrado desde el siglo XVIII.
Slamat estuvo cerrado a los escaladores durante gran parte de 2010 y 2011, pero fue reabierto a finales de 2011. Se esperaba que un gran número de escaladores visitaran la cima en la víspera de Año Nuevo 2012 para celebrar el nuevo año.
El volcán entró en erupción en 2009 y nuevamente en septiembre de 2014.